# Castello di Roquefixade
Il castello di Roquefixade è un castello del XII secolo, uno dei cosiddetti castelli catari, situato nel comune di Roquefixade nella regione dell'Occitania in Francia.